# Stefanie Hertel
Stefanie Hertel (Oelsnitz (Vogtland), 25 juli 1979) is een Duitse volkszangeres en presentatrice.

## Jeugd en opleiding
Stefanie Hertel stond reeds op 4-jarige leeftijd met haar vader Eberhard Hertel in Falkenstein op het podium. Op 6-jarige leeftijd had ze dan met de Teddybärjodler haar eerste tv-optreden in het programma Oberhofer Bauernmarkt bij de DDR-televisie.

## Carrière

### Als zangeres
Na haar optreden bij Carolin Reiber in het programma Volkstümliche Hitparade in 1990 kreeg ze een contract aangeboden door mediamanager Hans Rudolf Beierlein. Tijdens de voorronden van de Grand Prix der Volksmusik in Hof kwam het tot een eerste ontmoeting tussen Hertel en Stefan Mross, die ook bij Beierlein onder contract stond. Bij de finale van de Grand Prix der Volksmusik in 1991 behaalde ze de vijfde plaats met So a Stückerl heile Welt en won de Grand Prix der Volksmusik in 1992 met het nummer Über jedes Bacherl geht a Brückerl, dat werd geschreven door Jean Frankfurter en Irma Holder. In september 1992 werd ze door RTL met de Krone der Volksmusik onderscheiden als succesvolste getalenteerde zangeres.
In 1994 werden Hertel en Mross een paar. Beiden namen hun eerste gemeenschappelijke kerstalbum Weihnachten mit dir op. In 1995 nam ze samen met Mross voor de derde maal deel aan de Grand Prix der Volksmusik. Met het lied Ein Lied für jeden Sonnenstrahl behaalden ze de 2e plaats. Sindsdien traden beiden vaker samen op, maar ook doorgaans als solisten. Na bijna tien jaar bij het platenlabel Koch Universal bracht Hertel haar nieuwste studioalbum Das fühlt sich gut an op de markt bij het nieuwe label Sony Music Entertainment Ariola. Hertel was in 2012 te zien in de dansshow Let's Dance aan de zijde van de professioneel danser Sergiy Plyuta en bereikte de halve finale.
In 2003 vierde ze haar 20-jarig podiumjubileum. Ze presenteerde haar nieuwe studioalbum Moment mal!, waarvoor ze voor de eerste keer vier liedjes zelf had geschreven. In maart 2013 stelde ze haar eerste eigen dirndl-collectie Dirndlrock voor. In oktober ging ze op de Moment Mal!-jubileumtournee dwars door Duitsland. In 2016 bracht ze het album Mei Vogtland – Mei Haamet uit met Vogtlandse liederen en draaide bij de MDR een complete uitzending over haar Vogtlandse geboorteland.

### Als presentatrice
In 2011 presenteerde Stefanie Hertel voor de eerste keer zelf een programma op de Duitse televisie. Stars Hautnah werd gedraaid in Seefeld. Sinds 2012 presenteert ze jaarlijks Die große Show Der Weihnachtslieder bij de MDR. Ze werd in 2014 tot vaste presentatrice met een eigen, 120 minuten durende zaterdagavondshow met haar naam (Stefanie Hertel – Die groß Show der Stars / Die große Show zum Muttertag / Die große Show der Weihnachtslieder).

## Sociale bezigheden
In 2006 werd ze ambassadrice van de Deutsche Tierschutzbund en nam daarvan de Franz von Assisi-medaille in ontvangst. Hertel steunt de vrijwillige organisaties Karo e.V. Plauen, Sozialfond Uganda en Reiten für behinderte Kinder Traunstein e.V. In 2016 stichtte ze de vereniging Stefanie Hertel hilft e.V., waarmee ze vrijwillige verenigingen steunt.

## Privéleven
In 1996 behaalde Hertel haar middelbareschooldiploma. In 2001 kwam haar dochter ter wereld. In 2006 stapten Hertel en Mross in het huwelijksbootje. Hertel en Mross maakten in september 2011 hun scheiding bekend. In 2012 werd het huwelijk ontbonden. In april 2014 trouwde ze opnieuw op het stadhuis.

## Onderscheidingen
- 1991: Musikantenkaiser met Papa Eberhard
- 1991: Edelweiß
- 1995, 2000, 2002: Goldene Hennen
- 1997, 1998, 2005: Goldene Stimmgabeln
- 1992 (RTL), 1998, 1999, 2000, 2001, 2005: Kronen der Volksmusik
- 2003: Bild-Oscar
- 1991, 2003: Herbert-Roth-Preis
- 1995, 1999: Die goldene Eins
- 1998: Eins der Volksmusik
- 2007: Franz-von-Assisi Medaille
- 2008: Starskispringen
- 2009: Mein Star des Jahres: (onderscheiding van de Bauer Media (Das Neue Blatt, Neue Post...) in Hamburg)
- ####: Ehrenkünstlerin von Bad Elster in het König-Albert-Theater
- 2007: smago! Award

## Discografie

### Succestitels
- 1991: So a Stückerl heile Welt
- 1992: Über jedes Bacherl geht a Brückerl
- 1992: Mit dem Sonnenschein im Herzen
- 1993: Nicht jeder kann ein Mozart sein
- 1995: Ein Lied für jeden Sonnenstrahl
- 1996: Noch dreimal wird der Kirschbaum blüh'n
- 1998: Es ist gut, dass es Freunde gibt
- 1999: Mambofieber
- 2002: Wir hab'n a Madl
- 2002: Wolkenlos
- 2006: Liebe hat tausend Gesichter
- 2008: Stärker als die Freiheit
- 2010: Das Paradies in deinen Augen
- 2012: Ein Meer aus Liebe
- 2013: Dirndlrock
- 2013: In meinem Traum gesehen
- 2013: Die nächsten 30 Jahre

### Studioalbums
- 1990: Die große Jodelparty (album uit DDR-tijd)
- 1991: So a Stückerl heile Welt
- 1992: Über jedes Bacherl geht a Brückerl
- 1992: Weihnachten mit Stefanie Hertel
- 1993: Tausend kleine Himmel
- 1995: Ein Lied für jeden Sonnenstrahl
- 1996: Hast du Zeit für ein paar Träume
- 1996: Heimatlieder zum Verlieben
- 1998: Es ist gut, dass es Freunde gibt
- 2000: Liebe geht im Herzen los
- 2002: Tausendmal stärker
- 2004: Totale Gefühle
- 2006: Liebe hat tausend Gesichter
- 2008: Stärker als die Freiheit
- 2010: Das fühlt sich gut an
- 2013: Moment Mal
- 2015: Moment Mal – Premium Edition
- 2015: Dezembergefühl
- 2016: Mein Vogtland – Mei Haamet

### Samenstellingen en verzamelalbums
- 1993: Stefanie mit Herz
- 1994: Meisterstücke – Stefanie Hertel
- 1994: Star Festival – Stefanie Hertel Mein Liederkarussell
- 1995: Mit dem Sonnenschein im Herzen
- 1995: Ihre schönsten Lieder
- 1995: Ein Rucksack voller Lieder
- 1996: Stars der Volksmusik – Stefanie Hertel
- 1996: Meine Lieblingslieder
- 1997: Lasst die weißen Tauben fliegen
- 1997: Lieder zum Verlieben
- 1999: Das Beste von Stefanie Hertel
- 1999: Lieder, die von Herzen kommen
- 2000: Das Beste der Volksmusik – Stefanie Hertel
- 2001: Auf einer Insel am Ende der Welt
- 2002: Unsere Lieblingslieder
- 2002: Meine heile Welt
- 2002: Lieder, die von Herzen kommen
- 2003: Danke Freunde (Das Beste zum 20-jährigen Bühnenjubiläum)
- 2004: Die Goldene Hitparade der Volksmusik – Stefanie Hertel
- 2006: Carmen Nebel präsentiert Stefanie Hertel
- 2007: Star Edition – Stefanie Hertel
- 2008: Ein Geschenk des Himmels (dubbel-cd)
- 2008: Leise rieselt der Schnee
- 2008: Silber Edition – Stefanie Hertel Ich hab die Sonne mitgebracht
- 2009: Premium Edition – Stefanie Hertel
- 2009: 30 Hits Collection – Stefanie Hertel
- 2010: Das Beste aus 25 Jahren
- 2012: Dance (Remix – Best of)
- 2011: Meine schönsten Kinderlieder
- 2013: Das Beste aus 30 Jahren – Meine Größten Hits
- 2014: Stefan Mross präsentiert Legenden der Volksmusik: Stefanie Hertel

### Kerstalbums
- 1992: Fröhliche Weihnachten mit Stefanie Hertel
- 1994: Weihnachten mit Dir (eerste gezamenlijke album van Stefanie & Stefan; ook op VHS-cassette en dvd)
- 1999: Weihnachten mit Stefanie Hertel und Ihren Gästen
- 2005: Zauber der Weihnacht (album van de Hitfamily)
- 2014: Dezembergefühl (duetten met Ross Antony, Eberhard Hertel en Sigrid & Marina)

### Verdere albums en dvd's
- 1999: Herz an Herz (duetalbum met Stefan Mross)
- 2003: Es gibt nichts Gutes, außer man tut es (eerste album van de Hitfamily)
- 2005: Live – Das Konzert aus der Stahlhalle in Brandenburg/Havel (eerste dvd van de Hitfamily)
- 2015: Das große Finale (het laatste gezamenlijke liveconcert uit het Europapark 2011 op dvd)
- 2016: Mein Vogtland – Mei Haamet (tv-special op 24 juni 2016 bij de MDR-televisie)

- Gemeinsame Normdatei: 121151433
- International Standard Name Identifier: 0000 0000 1270 9747
- MusicBrainz: 1f73b00f-c8a7-44c6-9dd5-ec91d5ec6a0c
- Réseau des bibliothèques de Suisse occidentale: 02-A013746844
- Virtual International Authority File: 69777840
- WorldCat: E39PBJyWT7MXfGy6jyGQ3bJ4bd